# Duke Nukem Forever
Duke Nukem Forever (DNF) är ett first person shooter-spel, ursprungligen utvecklat av 3D Realms.
Spelet, som är en uppföljare till Duke Nukem 3D från 1996, är kanske mest känt för att det tog över 14 år att utveckla, och är per den 25 december 2022 det lanserade spel som tog längst tid att skapa. Utvecklingen började 1996. I april året därpå meddelade 3D Realms namnet på spelet och uppskattade att det skulle vara klart till 1998. Spelmotorn som användes i Duke Nukem 3D var för omodern och man bestämde sig tidigt för att licensera spelmotorn från Quake II. Den övergavs 1998 till förmån för Unreal Engine, och det mesta koden som hade skrivits kasserades.
På E3-mässan i maj 2001 visades en trailer för DNF. Spelet var fortfarande långt ifrån klart. I augusti samma år övertog Take-Two Interactive publiceringsrättigheterna till spelet, efter att den tidigare utgivaren Gathering of Developers hade stött på ekonomiska problem. Take-Two satte press på 3D Realms och ägaren George Broussard vilket resulterade i konflikter. Utgivningsdatumet sköts fram flera gånger och flera av utvecklarna sade upp sig.
År 2007, efter att ha tagit tre års paus för att kunna utveckla koncepten och idéerna för spelet mer, annonserade 3D Realms efter fler utvecklare till projektet. Utvecklarlaget fördubblades och utvecklingen tog ny fart. En ny trailer gavs ut i december samma år, den första sedan 2001. I början av 2009 hade finansieringen tagit slut, och 3D Realms bad Take-Two om mer pengar. De två företagen kunde dock inte komma överens, och den 6 maj stängde 3D Realms sin studio och spelet ställdes därmed in på obestämd tid.
I september 2010 meddelade utgivaren 2K Games, ett dotterbolag till Take-Two Interactive, att Gearbox Software skulle ta över utvecklingen och att spelet planerades släppas någon gång under 2011. Det officiella utgivningsdatumet sattes till den 3 maj 2011 för den amerikanska marknaden och den 6 maj för resten av världen. Dessa datum sköts senare upp till juni 2011. Spelet hade redan sen 14 år bakåt, programmerats och tänkt att vara datorexklusivt, men 2K anlitade hastigt de kanadensiska spelutvecklarna Piranha Games för att kunna utveckla versioner av spelet till Playstation 3 och Xbox 360 i hopp med att försäljningen av spelet skulle ökas. De nämnda versionerna av spelet lider dock av en rad tekniska problem som aldrig fixades.
Spelet gavs slutligen ut den 10 juni 2011 för hela världen utom den amerikanska marknaden, som fick vänta till den 14 juni 2011.

## Utvecklingstidslinje[5]

### 1997
- Januari: Projektet påbörjades genom att använda Quake-motorn.
- April: Quake II-motorn licensierades.
- Augusti/september: De första bilderna inifrån spelet visades.

### 1998
- Maj: Första videoupptagningen av spelet visades från tv-spelsmässan E3.
- Juni: 3D Realms tillkännager att de bytt till spelmotorn Unreal Engine. George Broussard förutspådde att bytet skulle ta ungefär sex veckor att genomföra. De erkände senare att det tog mycket längre tid än så.

### 1999
- December: Andra gången bilder inifrån spelet visas, första gången med Unreal-motorn.
- Julen 1999: 3D Realms ger ut julkort som säger att DNF ska släppas under 2000.

### 2000
- Julen 2000: 3D Realms ger ut nya julkort som säger att DNF ska släppas 2001.

### 2001
- Maj: En ny video till TV-spelsmässan E3 visar spelet med sin nya grafikmotor.

### 2003
- December: Take Two Interactive uttrycker frustration över DNF-utvecklingen och hoppas att spelet ska släppas i slutet av 2004 eller början av 2005. 3D Realms vill ta paus för att kunna ändra spelets grafikmotor.

### 2007
- Januari: På 3D Realms webbplats kan man läsa följande text om DNF: Coming "When it's done" from 3D Realms for the PC
- December: En förhandstitt släpps på 3D Realms webbplats

### 2009
- Maj: 3D Realms stänger ner och Duke Nukem Forever är officiellt inställt. Det var under utveckling i 12 år.
- December: 3D Realms har lagt ner utvecklingen men möjligheten finns dock att ett externt bolag fortsätter utvecklingen.[6]

### 2010
- September: På PAX-festivalen tillkännager Gearbox Software att de arbetar på spelet, en spelbar demo visas upp. Spelet ska släppas under 2011.

### 2011
- Mars: Spelet "Duke Nukem Forever" blev försenat och släpptes den 10 juni 2011 i hela världen, utom på den amerikanska marknaden där det släpptes den 14 juni 2011.[4]
- 10 juni: Spelet "Duke Nukem Forever" släpps.[7]

## Mottagande
Duke Nukem Forever mottogs av blandade recensioner av kritiker men mest negativa. FZ gav spelet 2/5, Aftonbladet gav spelet 2/5 och tyckte att grafiken var trist.

## Läckt innehåll
I maj 2022 hade en tidigare version av spelet från 2001 lagts ut på internet. George Brossard som tidigare arbetade på spelet nämnde i ett inlägg på Twitter att innehållet är äkta och att det var testbanor.
I december samma år läcktes ytterligare en annan version från 1996 på internet som är ett 2D plattformspel.